# Acquasanta Terme
Acquasanta Terme é uma comuna italiana da região das Marcas, província de Ascoli Piceno, com cerca de 3.347 habitantes. Estende-se por uma área de 138 km², tendo uma densidade populacional de 24 hab/km². Faz fronteira com Arquata del Tronto, Ascoli Piceno, Montegallo, Roccafluvione, Valle Castellana (TE).

## Demografia
| Variação demográfica do município entre 1861 e 2011                               |
|                                                                                   |
| Fonte: Istituto Nazionale di Statistica (ISTAT) - Elaboração gráfica da Wikipedia |